# In the Summertime (piosenka Boba Dylana)
In the Summertime – piosenka skomponowana przez Boba Dylana, nagrana przez niego w maju 1981 r., wydana na albumie Shot of Love w sierpniu 1981 r. oraz jako singel tylko w Europie.

## Historia i charakter utworu
Utwór ten został nagrany w studiu Clover Recorders w Los Angeles w Kalifornii 14 maja 1981 r. Była to piętnasta sesja nagraniowa tego albumu. Producentem sesji byli Chuck Plotkin i Bob Dylan.
Piosenka ta - chociaż wydaje się być wypełniaczem albumu - staje się po uważnym przesłuchaniu albumu prawdziwie tajemniczym utworem. Jej dość balladowa forma wypełniona jest licznymi odniesieniami do Biblii  - zarówno do Starego Testamentu jak i Nowego. Znaleźć tu można odwołania do Księgi Przysłów, Listów do Koryntian, Listu do Rzymian, Księgi Kapłańskiej, Apokalipsy św. Jana, Ewangelii Mateusza, Ewangelii Marka i Księgi Daniela, co nadaje utworowi posmak połączenia romantyzmu z duchowością oraz pewną dawką odroczonej grozy i osiągniętego objawienia.
Dylan wykonał tę piosenkę kilkanaście razy w czasie tournée promującego album Shot of Love. Sięgnął po nią ponownie w roku 2002 podczas Never Ending Tour, kiedy to zaczął wykonywać piosenki innych autorów. Nadał wtedy tej piosence wyraźny rys folkowy.

## Muzycy
- Bob Dylan - wokal, gitara
- Fred Tackett - gitara
- Steve Douglas - saksofon
- Benmont Tench - instrumenty klawiszowe
- Stephen Eric Hague - instrumenty klawiszowe
- Tim Drummond - gitara basowa
- Jim Keltner - perkusja

## Dyskografia
Albumy
- Shot of Love (1981)